# Wickham Bishops
Wickham Bishops est un village et une paroisse civile du district de Maldon dans l'Essex, en Angleterre. Il est situé à environ cinq kilomètres au nord de la ville de Maldon et à environ trois kilomètres au sud-est de Witham, dont il est le relais. L'église paroissiale de l'Église d'Angleterre est St Bartholomew's.

## Commodités et organismes locaux
Wickham Bishops dispose d'une salle des fêtes (reconstruite en 2005), de terrains de jeux, d'une bibliothèque, de courts de tennis, d'un coiffeur, d'un magasin d'alimentation bio, d'une agence immobilière et d'un point de vente de boissons alcoolisées. Le village comptait autrefois deux pubs. Le Mitre a définitivement fermé ses portes. Le Chequers est désormais un pub-restaurant. Une petite bibliothèque est située dans l'ancien bâtiment scolaire, sur School Road.
Wickham Bishops Drama Club
Le club de théâtre du village, nommé "Wickham Bishops Drama Club", s'est produit pour la première fois en 1928 avec une production de HMS Pinafore. Depuis lors, le club continue d'exécuter diverses productions tout au long de l'année avec à la fois son groupe d'adultes et Junior Workshop. Le club répète deux fois par semaine, les lundis et jeudis de 20 h à 22 h, tout au long de l'année, produisant actuellement 4 spectacles par an : la pantomime, la production estivale, une pièce de théâtre de printemps et une participation au Gimson One Act Play Festival.
Girlguiding à Wickham Bishops
Witham South District of GirlGuiding UK couvre la région de Wickham Bishops, Great Totham et les villages environnants ; il est composé de deux packs arc-en-ciel pour les filles âgées de 5 à 7 ans et d'un pack Brownie pour les filles âgées de 7 à 10 ans.
Scoutisme à Wickham Bishops
1st Beacon Hill fait partie de Maldon et East Essex Scouts et est composé de packs Beaver, Cubs et Scout pour les garçons et les filles qui vivent à Wickham Bishops, Great Totham et dans les villages environnants.

## Transport
La B1018 traverse Wickham Bishops et la route principale la plus proche du village est la route A12.
Le village avait autrefois sa propre gare sur l'embranchement Witham-Maldon, qui a ouvert en 1848 et fermé en 1964. De nos jours, la gare la plus proche est Witham sur la Great Eastern Main Line.
Le service de bus numéro 90 circule entre Maldon, Wickham Bishops et Witham généralement toutes les demi-heures en semaine.